# گورنگه تربشینگه
گورنگه تربشینگه (به صربی: Gornje Trebešinje) یک منطقهٔ مسکونی در صربستان است که در ناحیه پچینیا واقع شده‌است. گورنگه تربشینگه ۲۱۳ نفر جمعیت دارد.